# Gomphus rogersi
Gomphus rogersi là loài chuồn chuồn trong họ Gomphidae. Loài này được Gloyd mô tả khoa học đầu tiên năm 1936.